# 特定土地区画整理事業
特定土地区画整理事業（とくていとちくかくせいりじぎょう）は国土交通省（旧建設省所管）の市街地のまちづくり活性事業として施策に位置づけている土地区画整理事業のひとつ。

## 概要
1975年度に創設した大都市地域に特定する土地区画整理事業で、2つの特徴があり、新たに都市計画において土地区画整理促進区域の制度をもうけ、この区域内で一定期間内に土地区画整理事業を施行することを義務付けたことが特徴の第1で、大量かつ良質な宅地の供給を図り、大都市圏の住宅地不足の緩和と良好な住宅市街地整備を目的としている。事業主体は一般の土地区画整理事業と同じで、面積要件としては0.5ヘクタール以上の事業を対象としていたが、平成7年度に緩和している。第2の特徴として、土地区画整理促進区域で施行される土地区画整理事業、つまり特定土地区画整理事業においては、共同住宅区、集合農地区をもうけることができるようにするとともに、義務教育施設用地、公営住宅等用地を確保するために、換地計画において特別の措置ができるようにしたことである。
さらに、農地の所有者などは農業経営と住宅経営との両立、学校用地の取得が困難な、あるいは公共住宅が不足している大都市地域においても、住宅供給の促進が図られ、義務教育施設・公営住宅などの用地確保も可能となるよう、無利子貸付金の助成といった一般の土地区画整理事業と比べて有利な措置が講じられている。

## 実施例
- 田原台(四條畷都市計画事業田原特定土地区画整理事業)
- 大高南特定土地区画整理事業 - 名古屋市緑区, 南大高駅周辺
- 中志段味特定土地区画整理事業 名古屋市守山区
- 大口町大口余野特定土地区画整理事業
- 東松山市市の川特定土地区画整理事業
- うらら花高坂-高坂駅東口第二特定土地区画整理事業
- 新鎌ケ谷特定土地区画整理事業
- 富士見ヶ丘 (つくばみらい市) 紫峰ヶ丘 陽光台 (つくばみらい市)-伊奈・谷和原丘陵部一体型特定土地区画整理事業
- 流山都市計画事業運動公園地区一体型特定土地区画整理事業 - 市野谷 (流山市) 地域南部 中 (流山市) ,野々下 (流山市), 前平井, 古間木 (流山市)ほか
- 流山都市計画事業新市街地地区一体型特定土地区画整理事業 - つくばエクスプレスタウン流山新市街地地区, 大畔
- 柏の葉  中十余二-柏北部中央地区一体型特定土地区画整理事業
- 諏訪 (つくば市) -島名・福田坪一体型特定土地区画整理事業「田園都市 島名」
- 萱野 (箕面市) - 北部大阪都市計画事業萱野中央特定土地区画整理事業
- ゆめみ野駅-下高井特定土地区画整理事業
- 国際文化公園都市- 都市再生機構（UR）が実施
- 成田はなのき台-成田都市計画事業公津西特定土地区画整理事業
- 研究学園 葛城地区-葛城一体型特定土地区画整理事事業
- 公津の杜-成田市都市計画事業公津東特定土地区画整理事業
- 桑名ビジネスリサーチパーク - 桑名市播磨特定土地区画整理事業
- 北守谷特定土地区画整理事業 - 常総ニュータウン北守谷
- けやき台 (守谷市) - 南守谷特定土地区画整理事業（常総ニュータウン南守谷）
- 取手市下高井特定土地区画整理事業（仮称：たかいの里)
- 青毛特定土地区画整理事業 久喜市
- 西大宮駅北側-都市再生機構による大宮西部特定土地区画整理事業
- 柏の葉キャンパス駅周辺-柏都市計画事業柏北西部中央地区一体型特定土地区画整理事業
- 柏たなか駅周辺-柏都市計画事業柏北西部東地区一体型特定土地区画整理事業
- 久住駅前特定土地区画整理事業
- 坂戸ニューシティにっさい-坂戸都市計画事業 坂戸入西特定土地区画整理事業
- 越谷レイクタウン特定土地区画整理事業
- 北みずの坂・みずの坂-水野特定土地区画整理事業
- 岡崎真伝特定土地区画整理事業
- 長津田みなみ台玄海田（長津田特定土地区画整理事業）
- 安城桜井駅周辺特定土地区画整理事業
- 竜ヶ崎ニュータウン特定土地区画整理事業
- 日進米野木駅前特定土地区画整理事業
- 平塚市五領ケ台特定土地区画整理事業（湘南めぐみが丘）東京急行電鉄施行
- 五霞町冬木特定土地区画整理事業 五霞町施行